# Flora de Cantabria
La flora de Cantabria es el resultado de tres factores determinantes: el clima, la composición del suelo, directamente dependiente de los tipos de rocas existentes, y la historia evolutiva de las distintas formaciones vegetales.
Desde el punto de vista de su flora, Cantabria se localiza entre dos regiones biogeográficas. La mayoría del territorio pertenece a la región eurosiberiana, pero el extremo meridional forma parte de la región mediterránea. Esta situación fronteriza tiene un efecto directo en las características del paisaje vegetal de la región, en el que se entremezclan especies mediterráneas y especies atlánticas, que enriquecen la composición botánica de los distintos ecosistemas existentes.

## Origen de la vegetación actual

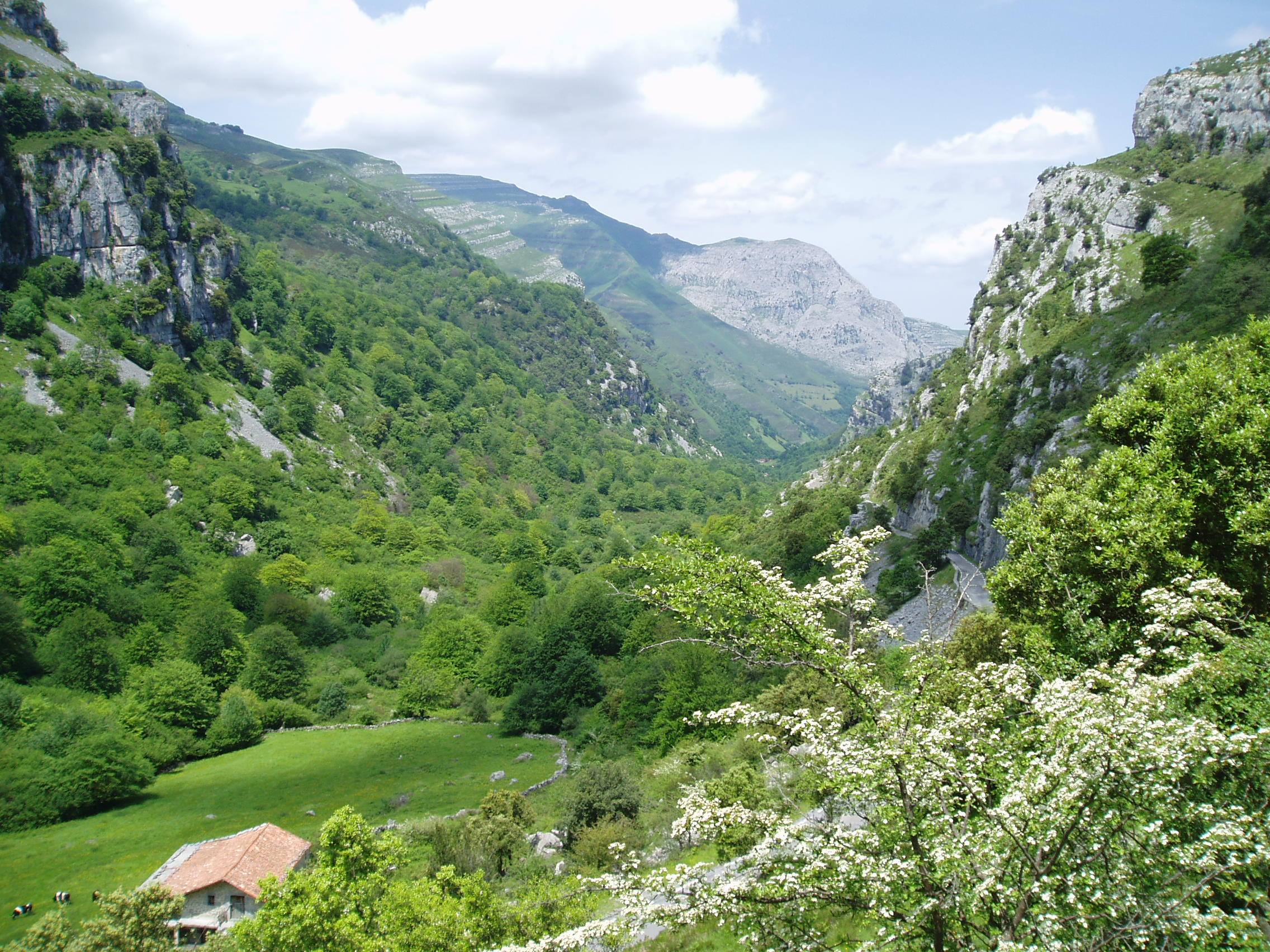
Parque natural de los Collados del Asón.

La vegetación de Cantabria está adaptada a dos tipos de sustrato. Por un lado se encuentran las rocas calizas, como en Peña Cabarga o en Picos de Europa, con escaso desarrollo de los suelos y gran cantidad de rocas aflorantes, que poseen una flora muy característica, adaptada a estos tipos de suelos, denominada flora calcícola, muy similar en toda la región, pero especialmente abundante en el sector oriental, donde predominan este tipo de sustratos. Por otro lado se encuentran las rocas de carácter ácido (areniscas, arcillas, limolitas...), que suministran pocos nutrientes al suelo. Este tipo de materiales alberga una flora acidófila muy característica de las altas montañas de la cordillera Cantábrica, y en general, dominante en la región.
El otro factor determinante de la composición del paisaje vegetal actual es la historia evolutiva de las diferentes comunidades florísticas presentes en la actualidad. Esta evolución obedece tanto a causas biogeográficas, como a la influencia que ha ejercido el hombre a lo largo de los siglos. Las glaciaciones cuaternarias,  junto con los períodos interglaciares marcaron el devenir de las distintas fases de la flora de la región, que pasó por períodos de carácter muy frío, con una vegetación tipo tundra, con períodos más cálidos, en los que los bosques templados de frondosas caducifolias se extendían por todo el territorio. Se suele considerar los tres mil años antes del presente, como la fecha aproximada en la que la vegetación adquirió unas características similares a las actuales, es decir, dominada por los bosques de frondosas caducifolias, acompañados de formaciones boscosas de carácter mediterráneo, con especies perennifolias, cubriendo el territorio desde el nivel del mar hasta los 1700-1900 metros, considerado el techo de la vegetación arbolada en Cantabria. De esta la vegetación potencial no subsiste hoy en día más que una pequeña parte inalterada en los lugares más inaccesibles de la región. En el resto del territorio la acción humana ha provocado la degeneración del bosque y la aparición de etapas de sustitución, constituidas por brezales y matorrales, y por último de pastizales y praderías, base de alimentación del ganado.
La manera más adecuada de describir el paisaje vegetal es referirse a sus pisos bioclimáticos, que se distribuyen de manera escalonada respecto de la altitud, pudiendo diferenciarse cuatro pisos u horizontes bioclimáticos en Cantabria: el colino, el montano, el subalpino y el alpino, restringido este último a las cumbres de los Picos de Europa.

## Piso Colino
El piso colino, que de manera aproximada se distribuye desde el nivel del mar hasta los 500-600 metros de altitud, posee un paisaje vegetal dominado por la presencia de prados de siega, base de la alimentación del ganado vacuno de producción lechera, que han sido implantados por el hombre sustituyendo los antiguos bosques templados caducifolios que cubrían todo el territorio. Esta zona ha sido la más transformada por el desarrollo humano, ya que aquí se asienta la mayor cantidad de población y gran parte de las infraestructuras y explotaciones intensivas, por lo que sus ecosistemas presentan un grado de alteración importante. 
Las comunidades vegetales de estos territorios costeros incluyen las propias del litoral (playas y dunas, acantilados, y marismas), los prados de siega, los bosques mixtos caducifolios, los encinares, los bosques de ribera y las plantaciones de eucalipto.

### Dunas

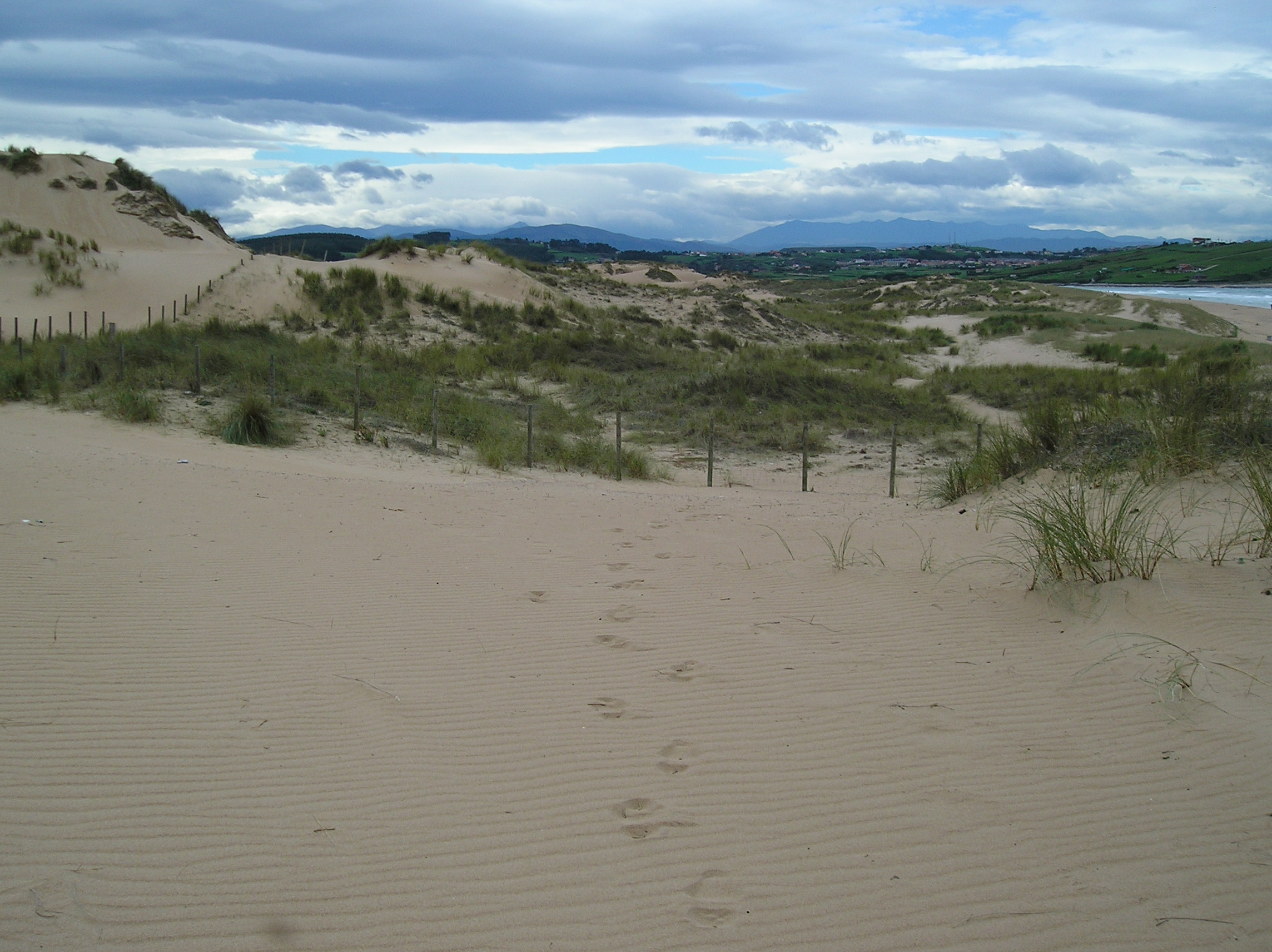
Dunas de Liencres.

Las dunas costeras son uno de los ecosistemas en mayor peligro de desaparición en Cantabria. Sus especies, todas de porte herbáceo, son exclusivas de estos ecosistemas,  por lo que su desaparición significaría la pérdida irreversible de plantas muy especializadas.
En la zona más cercana al mar, donde los granos de arena depositados por la marea son interceptados, ligeramente por  encima de la pleamar viva media, comienza a asentarse la primera banda de vegetación pionera dunar representada en Cantabria fundamentalmente por la grama del norte (Elymus farctus), acompañada generalmente por el espinardo (Salsola kali), el rucamar (Cakile maritima) y la arenaria (Honkenya pelopides).
Donde la influencia marina es nula, los arenales se elevan y forman cordones en la parte interna de las grandes playas de Cantabria. Se produce en esta zona de crecimiento una cierta estabilización de la duna gracias al asentamiento de vegetación que reduce su movilidad, especialmente del barrón (Ammophila arenaria), que por su envergadura e intrincado sistema radical es la principal planta fijadora de este medio. Otras especies características de esta zona son el cardo marino (Eryngium maritimun), el cárex de arena (Cárex arenaria) o la lechetrezna (Euforbia paralias).
Más hacia el interior, en las zonas más resguardadas de la playa, el sustrato arenoso se fija en extensas planicies cubiertas por vegetación menos especializada, en la que se mezclan especies propias de arenal con otras oportunistas. Son típicas las praderas de Festuca rubra, Lolium perenne, Lagurus ovatus, Phlenum arenarium y Briza maxima. Aparecen también Medicago marina y M. littoralis, la linaria marítima (Linaria maritima), la clavelina (Dianthus monspessulans) y la algodonosa (Otanthus maritimus).
En Cantabria se localiza el mayor campo dunar del Cantábrico, las Dunas de Liencres, declarado parque natural por el Decreto 101/1986, de 9 de diciembre de 1986, siendo el principal elemento natural que determinó la creación del parque el sistema dunar situado en la margen derecha de la desembocadura del río Pas El parque es una auténtica joya ecológica, por el enorme desarrollo de sus dunas y su aceptable grado de conservación, que se encuentra amenazado por los proyectos de desarrollo urbanístico actualmente existentes en su entorno, que superan con creces la capacidad de carga de este valioso ecosistema. También fue incluido en el Inventario Nacional de Puntos de Interés Geológico del Instituto Geológico y Minero de España (IGME).

### Flora Litoral

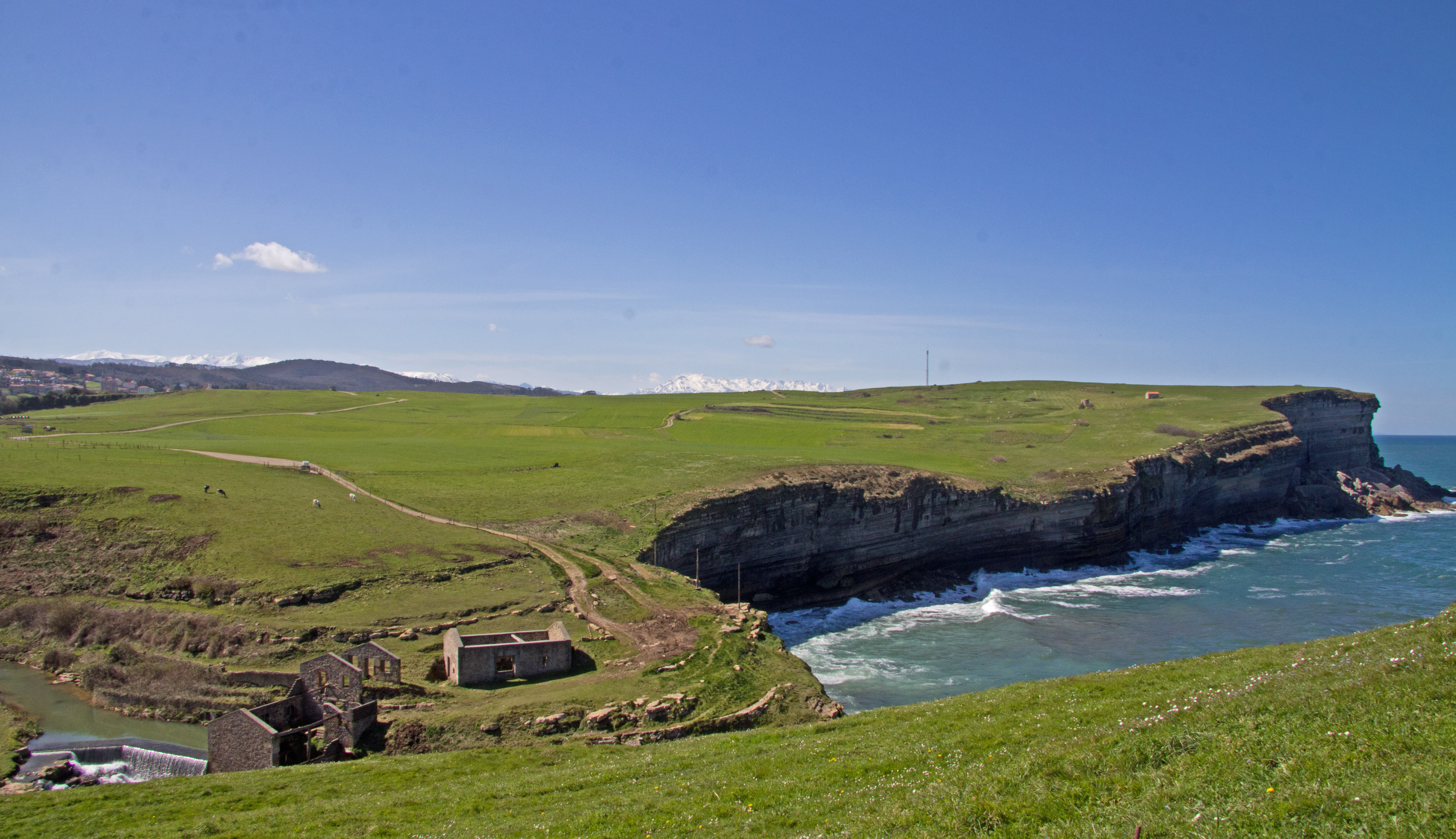
Acantilados de Toñanes y la cascada del Bolao.

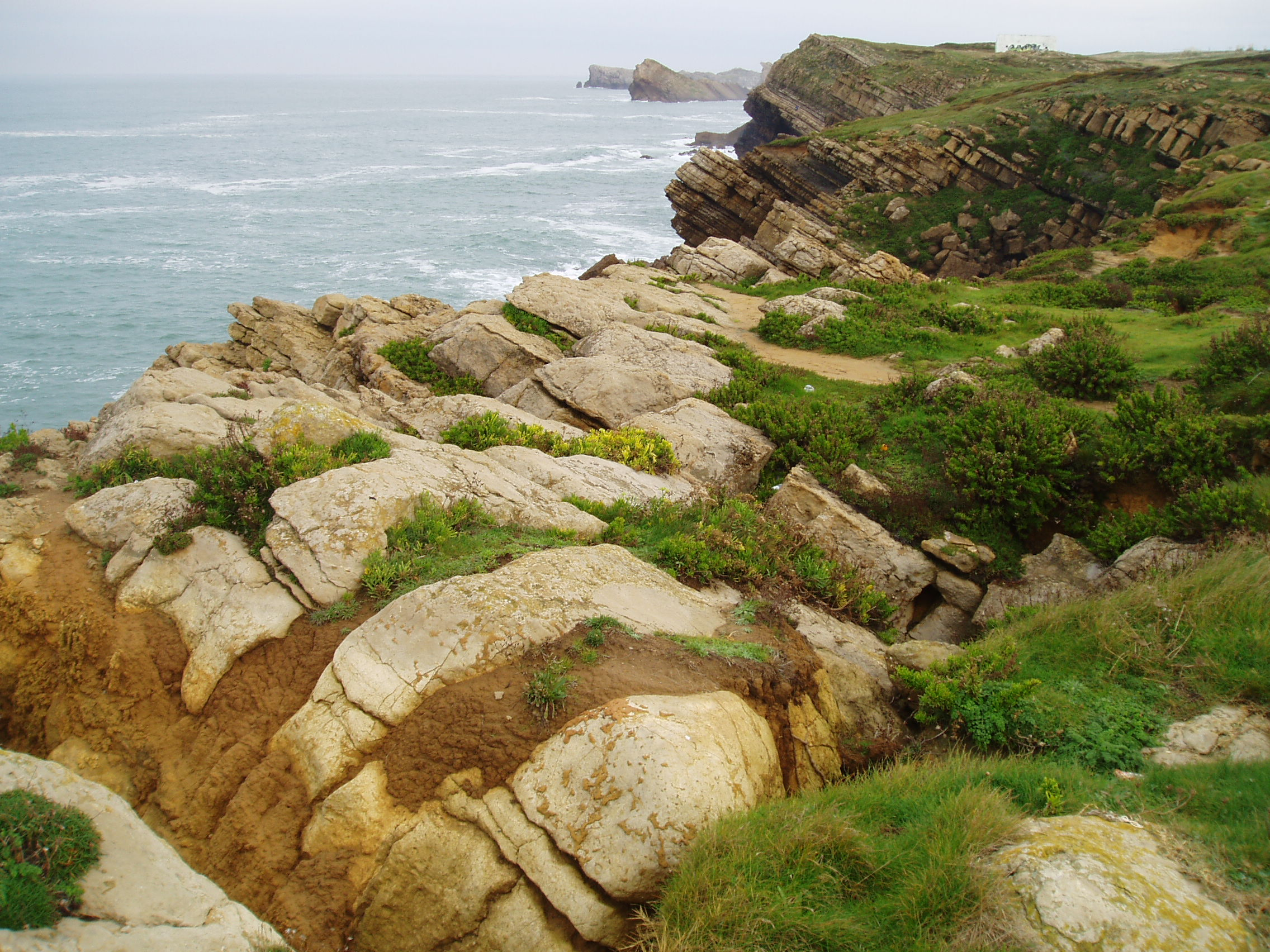
Flora de acantilados en el parque natural de las Dunas de Liencres.

Las costas acantiladas de Cantabria, de desarrollo vertical y altura variable, albergan comunidades, adaptadas, como en el caso de las dunas, a la cercanía al mar. Estas comunidades se desarrollan sobre dos tipos de sustratos, las calizas duras, dominantes superficialmente en la región, y las margas y areniscas, más deleznables, con mayor desarrollo de los suelos. 
La primera cintura de vegetación, la más próxima al mar, se caracteriza por la presencia de especies de porte herbáceo creciendo en las fisuras de las rocas, como el hinojo de mar (Crithmum maritimum) o el llantén marino (Plantago maritima) y en fisuras más protegidas el helecho marino (Asplenium marinum).
Al ascender en el cantil la vegetación se hace más abundante apareciendo, además de las especies anteriores, la armenia (Armenia maritima y A. pubigera ssp. depillata) y el espliego marino (Limonium lanceolatum), al este de la ría de San Martín de la Arena, en Suances. Las zonas en las que no es posible el arraigo de vegetación superior son colonizadas por líquenes, como Xantoria parietina o Verrucaria maura.
La aparición de zonas más tendidas en las que se asienta con más facilidad la vegetación posibilita la aparición de nuevas especies como la zanahoria silvestre (Daucus carota ssp. gummifer), la angélica (Angelica pachycarpa) o el mastuerzo (Lobularia maritima), acompañadas de pequeñas praderas de gramíneas donde domina la festuca (Festuca rubra).
Por último, ya en situaciones elevadas bastante alejadas del mar, crecen los matorrales de brezo (Erica vagans), genista (Genista occidentalis) y tojo (Ulex europaeus).

### Rías y marismas

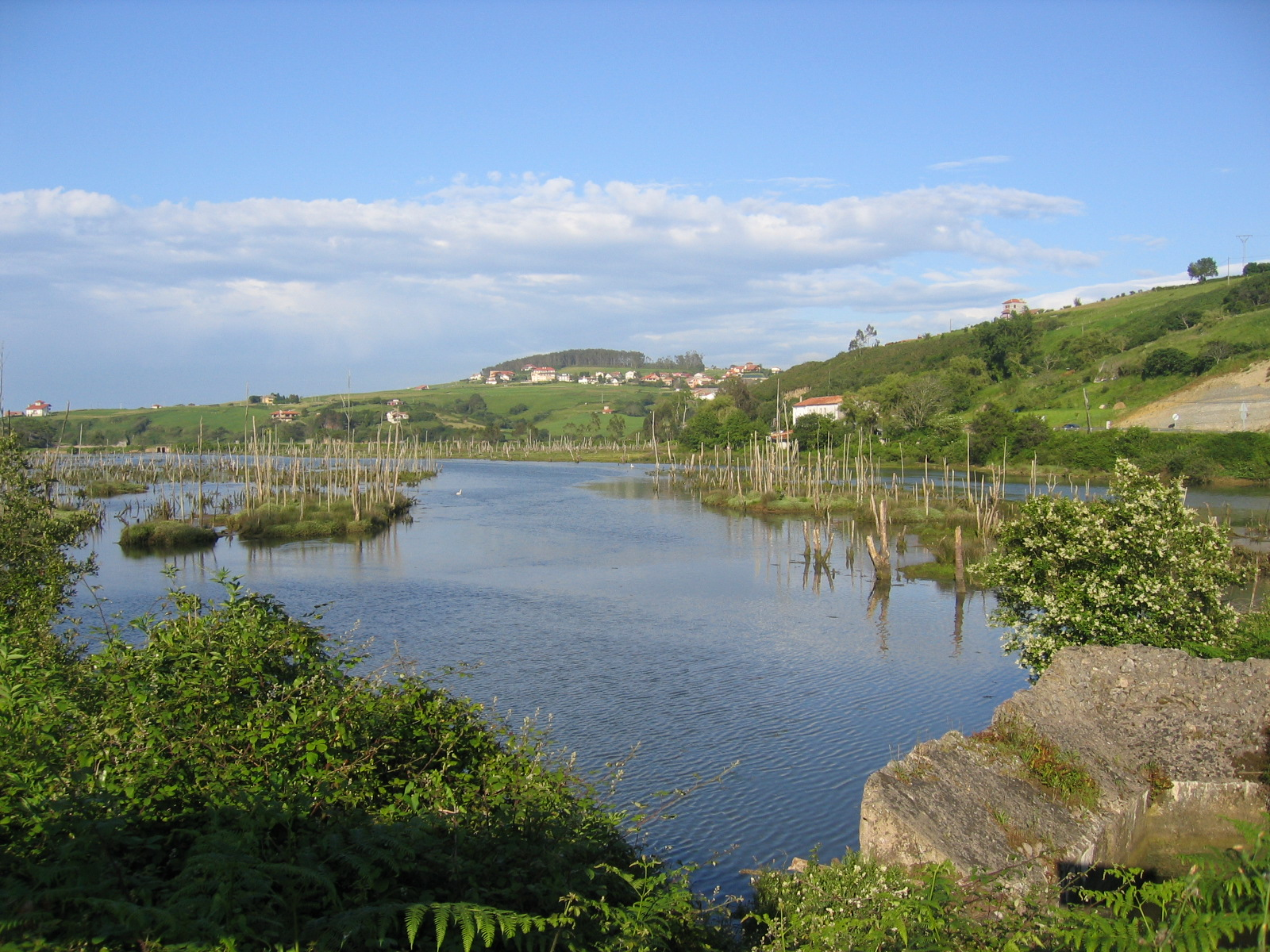
Vegetación halófila de marisma (Cantabria).

Las marismas constituyen uno de los hábitats de mayor interés científico, ya que poseen la mayor biodiversidad de todos los ecosistemas existentes en Cantabria. En Cantabria, las comunidades marismeñas poseen un buen desarrollo, en el parque natural de las Marismas de Santoña, Victoria y Joyel en la ría de la Rabia, en las dos Tinas (Tinamayor y Tinamenor), y como en el caso de las dunas, su conservación se encuentra amenazada por la presión urbanística existente en su entorno.
Estas comunidades forman un complejo de asociaciones florísticas con una distribución muy diversa, atomizada y variable en el espacio, respondiendo principalmente al grado de salinidad del medio.
Las marismas de Cantabria poseen, en las zonas más inundadas por el agua del mar, praderas de Zostera marina y Zostera noltii, ambas especies en peligro de extinción en el litoral atlántico europeo. Cerca del nivel inferior de las mareas aparece la espartina (Spartina spp.) y por detrás las salicornias(Salicornia spp.) o el limonio (Limonium vulgare). Finalmente, en las zonas más alejadas del mar con menor influencia del agua salada (desembocaduras de los ríos, orillas de canales, charcas…) aparecen los juncales y cañaverales de Juncus spp., carrizo (Phragmites australis) y  Scirpus spp.

### Prados de siega

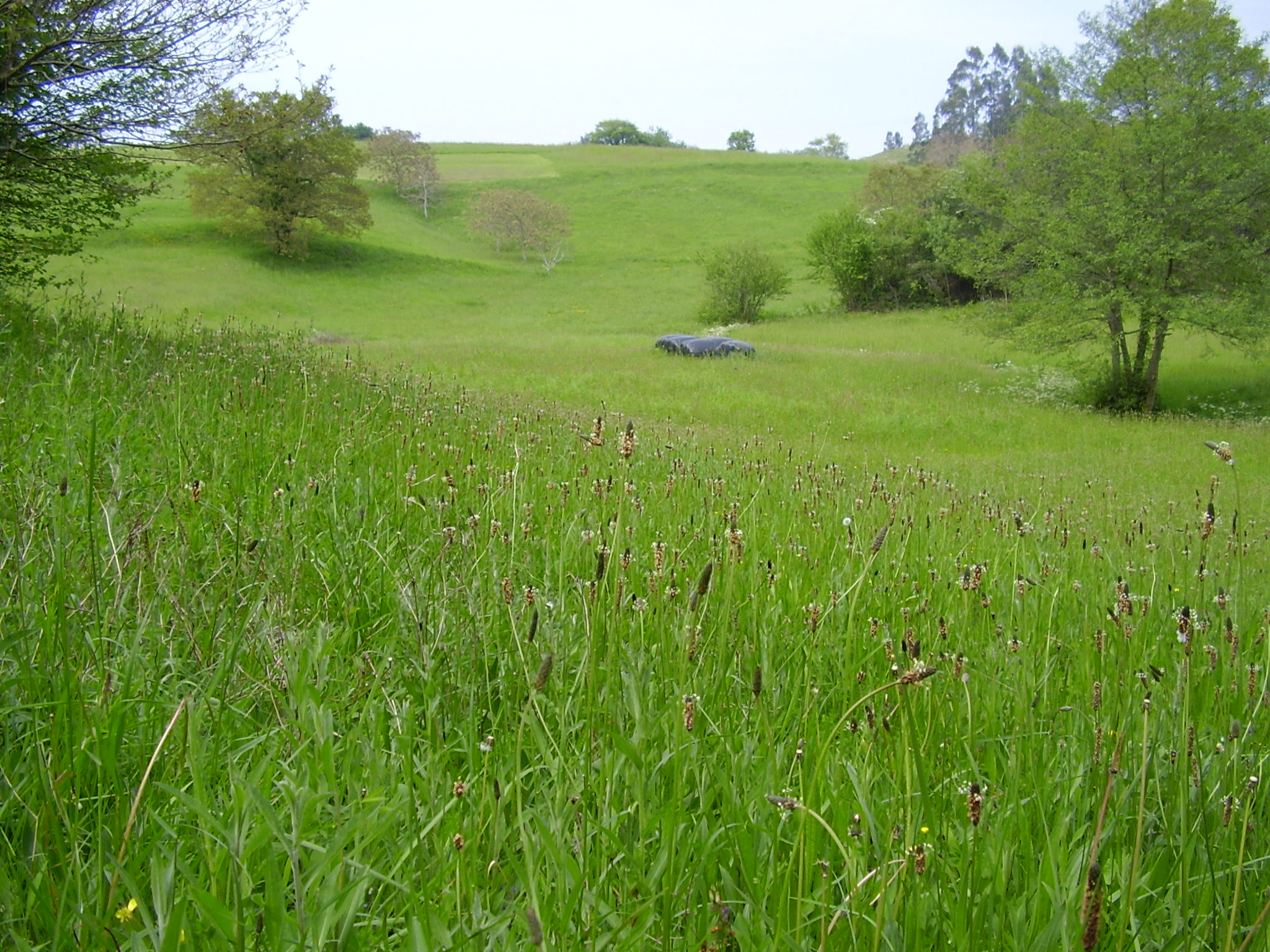
Prados de siega en el municipio de Valdáliga.

Fuera del ámbito estrictamente litoral, el paisaje vegetal está caracterizado por la dominancia de los prados de siega de manejo intensivo, en los que aparecen gramíneas forrajeras como Lolium perenne, Holcus lanatus, Anthoxanthum odoratum, etc., entremezclados con leguminosas como los tréboles (Trifolium pratense, Trifolium repens…). Estos prados constituyen la formación vegetal que mayor superficie ocupan en la región, distribuidos en amplios espacios con muy escaso arbolado en sus márgenes y sin apenas setos vivos de separación entre las fincas.

### Bosques mixtos caducifolios
Repartidos en vaguadas y enclaves de difícil manejo por su excesiva pendiente, se localizan los escasos restos del tipo de bosque característico de este piso colino, el bosque mixto (caducifolio multiespecífico). Están constituidos por una mezcla de diversas especies entre las que domina el roble común o cajiga (Quercus robur), acompañado de fresno (Fraxinus excelsior), arce (Acer pseudoplatanus), abedul (Betula celtiberica), tilo (Tilia spp.), castaño (Castanea sativa) y gran cantidad de arbustos de alto porte como el avellano (Corylus avellana), el arraclán (Rhamnus frangula), el cornejo (Cornus sanguinea) o el laurel (Laurus nobilis), entremezclados con lianas y epífitas, matorrales y herbáceas.   Estos bosques, con una gran diversidad florística en su sotobosque, ocupaban los mejores suelos del territorio, por lo que han sido desplazados masivamente de su hábitat natural para implantar cultivos, constituyendo la masa forestal más transformada y por tanto la de mayor interés para su restauración.

### Encinares
Dentro del piso colino de la región, sobre los afloramientos rocosos de calizas, y en general sobre rocas carbonatadas, se desarrolla una formación vegetal de sumo interés, denominada encinar cántabro. Este tipo de bosque está constituido por especies mediterráneas, entre las que domina la encina (Quercus ilex) acompañada de laurel (Laurus nobilis), madroño (Arbutus unedo), aladierno (Rhamnus alaternus), etc., todas ellas de hoja perenne, entremezcladas con especies atlánticas como el avellano (Corylus avellana), o espino albar (Crataegus monogyna). Estos encinares, localizados fuera de su óptimo climático, necesitan un sustrato con cierto grado de aridez, por lo que se refugian en los roquedos calizos debido a su alta permeabilidad. Los mejores encinares se localizan en el valle del Asón y en el Valle de Aras. En la franja costera destaca especialmente el encinar del Monte Buciero en Santoña, que debido a su extensión, su localización y su contacto con las formaciones vegetales de acantilado, es sin duda el encinar de mayor interés científico de todo el norte peninsular.
En el fondo de valles de acusada sequía estival, como los de Liébana, donde las características climáticas son más mediterráneas, aparece la carrasca (Quercus ilex ssp. rotundifolia) típica de zonas de bajas precipitaciones y que no presenta una acusada dependencia de las rocas calizas. Los carrascales aparecen en Valderredible, alrededor de Villaescusa de Ebro, y en sobre todo en Liébana. Los cuatro valles lebaniegos poseen carrascales que acaban siendo la vegetación dominante en su confluencia en Potes. Especialmente destacables son los de Maredes y Valmeo, en el Valle de Cereceda (Vega de Liébana) y los de Aniezo en el de Valdeprado (Pesaguero).

### Bosques de ribera
Los bosques de ribera en Cantabria están formados fundamentalmente por alisos (Alnus glutinosa).  Las alisedas son prácticamente los únicos bosques de ribera de Cantabria, al menos en las zonas bajas. En las zonas más elevadas donde el aliso no puede sobrevivir aparecen otras comunidades forestales asociadas a los cursos fluviales.
En las alisedas aparecen además un número considerable de árboles y arbustos con un rico sustrato herbáceo. El elemento principal es el aliso, junto al que aparecen olmos (Ulmus glabra) y fresnos (Fraxinus excelsior). Otros árboles frecuentes son los sauces (Salix spp.). También se localizan en ocasiones hayas y robles.

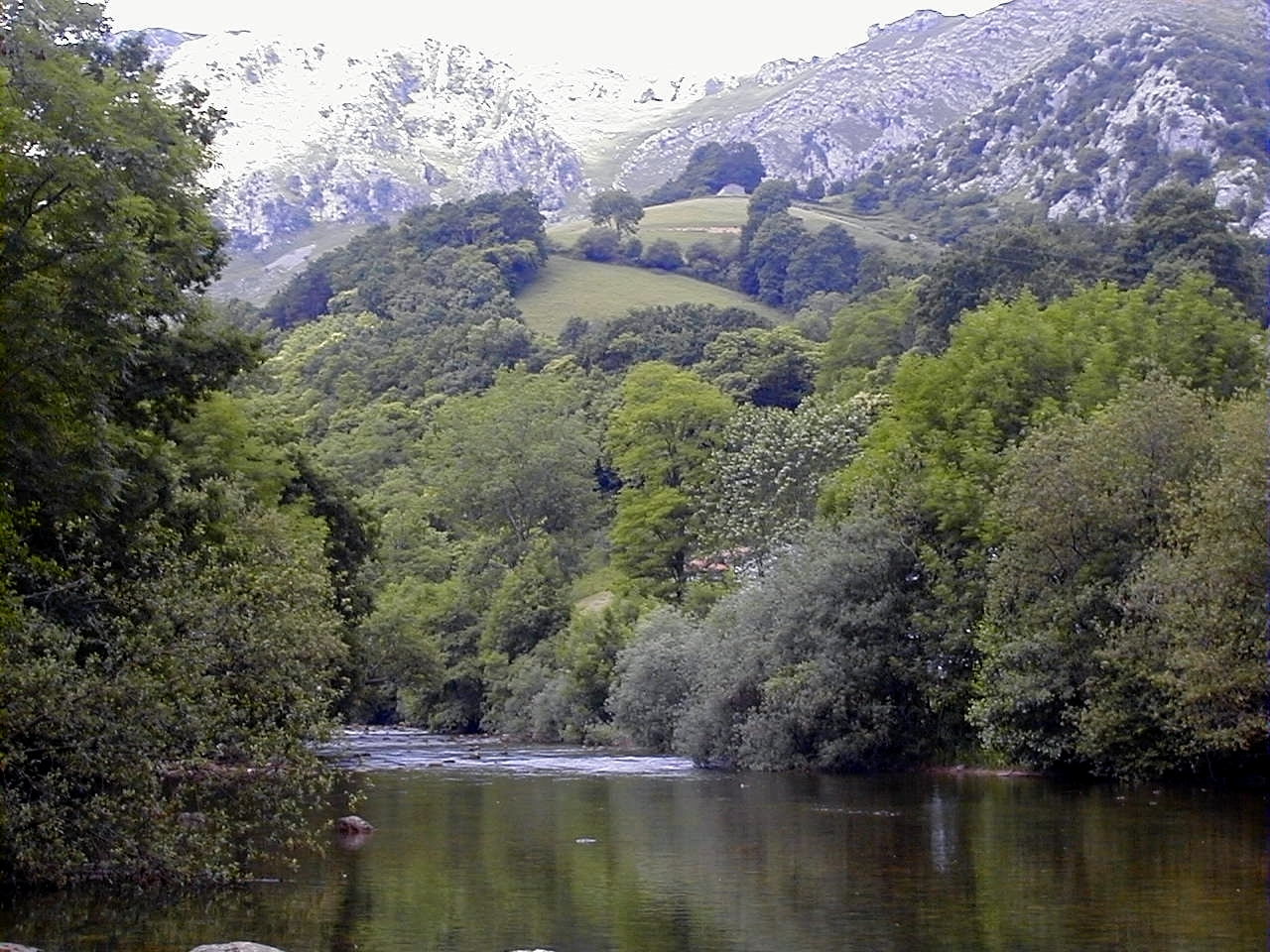
Vegetación de ribera en el río Asón, en el municipio de Arredondo.

El sustrato arbustivo está dominado por los sauces (Salces o salgueras) de pequeño porte de los que en Cantabria contamos con un elevado número de especies, entre las que destacan S. atrocinerea, S. cantábrica y S. purpurea. Otros arbustos comunes son el cornejo (Cornus sanguínea) o el bonetero (Euonymus europaeus) que junto con diversas zarzas (Rubus sp.) y lianas (Hedera helix, Rubia peregrina) contribuyen a caracterizar estas formaciones forestales.
En el estrato herbáceo destacan Carex remota , C. pendula o Bromus ramosus junto con plantas de amplia distribución como la ortiga (Urtica dioica) que se ven favorecidas por los detritos que proporcionan las crecidas en estas zonas.
En Cantabria las alisedas se concentran en las zonas medias y bajas de los ríos de la vertiente cantábrica y en el Ebro. Sin embargo el Camesa, que vierte a la cuenca del Duero, carece de esta formación ribereña, debido probablemente a la altitud de las zonas por las que discurre. Cuando los valles son muy encajados se reduce la superficie que puede ocupar el bosque de ribera, llegando incluso a  desaparecer y ser sustituido por robledales mixtos como sucede en el tramo medio del Miera en Mortesante o en el del Nansa, en la localidad de Rozadío en Rionansa.
Otra formación asociada a las riberas fluviales son las saucedas o salcedas arbustivas, formación pionera que se instala a modo de barrera entre el cauce del río y las alisedas. También tienen un papel como vegetación de sustitución cuando se elimina la aliseda, además de constituir la vegetación dominante de las riberas en aquellas zonas de montaña que carecen de alisedas debido a al altitud, generalmente por encima de los 1000 metros. En ellas la vegetación dominante está constituida por varias especies del género Salix, (sauces, salces o salgueras), según las condiciones ambientales y geográficas. S. cantabrica y S. atrocinerea dominan las saucedas de la zona suroccidental de la región, que prefieren cauces que mantiene un nivel mínimo constante no excesivamente torrencial. Donde el nivel de torrencialidad es más acusado las saucedas se ven dominadas por S. elaeagnos ssp. angustifolia. En algunas zonas del curso bajo de nuestros ríos aparecen grupos de Salix alba, especialmente en el curso bajo del Deva en Molleda (Val de San Vicente). Son formaciones con un estrato arbóreo dominado por este sauce que se asientan sobre suelos muy arenosos.

### Eucaliptales
En estos niveles bajos de la región, entre el nivel del mar y los 300 metros de altitud, se ha destruido en muchas zonas la vegetación autóctona para implantar artificialmente la otra formación dominante en el paisaje vegetal de la costa de Cantabria, los eucaliptales. Estas masas monoespecíficas de la especie exótica australiana Eucalyptus globulus han sido plantadas para su aprovechamiento maderero en la producción de pasta de papel. Las plantaciones —en ningún caso repoblaciones, ya que se trata de un árbol exótico— existentes en Cantabria constituyen las mayores extensiones de esta especie en el continente europeo y en muchas ocasiones se han realizado a costa de destruir previamente los verdaderos bosques autóctonos cantábricos. La superficie arrasada por la plantación de esta especie maderera sobrepasó hace mucho tiempo todos los umbrales admisibles, especialmente teniendo en cuenta la nefasta influencia que tiene sobre los suelos y los acuíferos, y sobre la homogeneización y pérdida de biodiversidad, especialmente notable en algunas zonas como Guriezo. Los eucaliptales son cultivos industriales, auténticas plantaciones de estacas, y, por tanto, en ningún caso deberían ser llamados bosques, ya que nada tienen que ver con ellos. 
Los eucaliptales de Cantabria tienen una amplia variedad de regenerado de especies autóctonas según los datos recogidos por la Red de daños forestales de Cantabria, que elabora la dirección general de montes junto con la empresa Tragsatec. Esta red evalúa entre otros parámetros el regenerado de especies en el sotobosque, encontrándose  entre el matorral existente y dependiendo de la zona, regenerado de Quercus robur, Frangula alnus, Arbutus unedo, Quercus ilex e incluso en ocasiones Fagus sylvatica, pero el principal problema de este tipo de cultivos es que su marco de plantación y su sistema de aprovechamiento así como la carencia de tratamientos selvicolas  en todas sus etapas de crecimiento junto con las quemas con las que se desechan sus restos de corta en la mayoría de los cosas provoca que este regenerado no prospere. Por otra parte, dado que estos estudios sobre la regeneración de las especies autóctonas los realizan la dirección general de montes y Tragsatec, que son parte interesada en el negocio de la pasta de papel, su credibilidad es nula.

## Piso montano
El piso montano en Cantabria se distribuye, aunque de manera variable, entre los 500 y los 1600 metros de altitud. A este nivel las especies más termófilas desaparecen por el efecto de las heladas y los bosques son más homogéneos y con menor diversidad florística.
El paisaje vegetal del piso montano difiere notablemente del colino, ya que se adentra en zonas más abruptas, donde los prados de siega se ven notablemente reducidos y adquieren dominancia superficial los matorrales, vegetación regresiva de los antiguos bosques que cubrían antaño las laderas. Estos bosques permanecen en forma de manchas aisladas, generalmente en cabeceras de valle y zonas de fuerte pendiente, poco accesibles para el hombre, en contacto con los roquedos y pastizales de altura, ya en el límite superior del piso montano.
Las comunidades vegetales de este nivel incluyen los diferentes tipos de robledales, los hayedos, los abedulares, los alcornocales y los brezales originados como consecuencia de la degradación de cualquiera de las comunidades anteriores.

### Robledales deQuercus robur(cajigales)
El robledal de Quercus robur, (roble común o cajiga) se desarrolla en Cantabria hasta los 1000 metros de altitud. En estas formaciones aparecen además fresnos (Fraxinus excelsior), tilos (Tilia spp.) o castaños (Castanea sativa) y una gran cantidad de arbustos como el acebo (Ilex aquifolium), el endrino (Prunus spinosa) o el avellano (Corylus avellana). En el sotobosque son comunes diversas especies de helechos (Dryopteris spp., Polystichum setiferum) y numerosas especies herbáceas como el eléboro (Helleborus viridis) o la mercurial (Mercurialis perennis).
Este tipo de bosque ha sufrido una fuerte regresión como consecuencia de su explotación para la construcción naval. durante los siglos XVI y XVII, y para su empleo como combustible en ferrerías y en las Real Fábrica de Artillería de La Cavada, por lo que su escasa y fragmentada distribución puede poner en peligro la persistencia y recuperación de esta especie, simbólica por excelencia para los pueblos prerromanos del norte de la península ibérica. Los últimos cajigales de entidad que subsisten en Cantabria se encuentran localizados en el cordal que separa los valles del Saja y del Besaya, como los de Rucieza y Guzaporos en Cieza, Montequemau y Rodil en Iguña, Monte Aá en Ruente o el de Viaña en Cabuérniga.

### Robledales de roble albar (Quercus petraea)

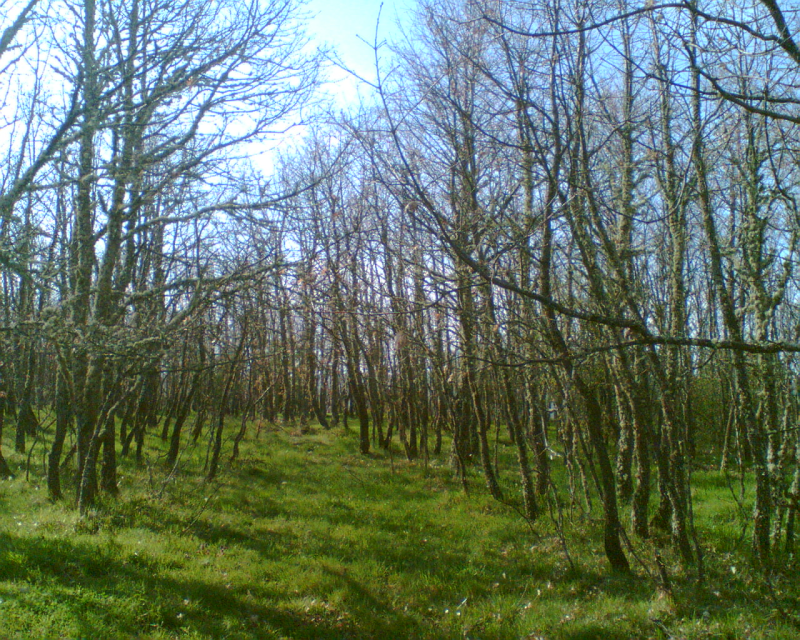
Robledal joven en las inmediaciones de Navamuel (Valderredible).

El robledal de roble albar (Quercus petraea) sustituye a los cajigales en las cotas más elevadas, en territorios más interiores y aislados del mar, de carácter continental, aunque en ocasiones hibridados con los anteriores y se extienden hasta los 1700 metros de altitud aproximadamente, preferentemente en laderas de exposición soleada. Acompañando a la especie dominante aparecen también hayas (Fagus sylvatica) y serbales (Sorbus aucuparia). El estrato arbustivo de estos medios está compuesto principalmente por brezos (Erica arborea) y escobas (Cytisus cantabricus), entremezclados con acebos (Ilex aquifolium) y avellanos (Corylus avellana). El sustrato herbáceo es similar al de los cajigales, apareciendo también la acederilla (Oxalis acetosella) o el martagón (Lilium martagon).
La distribución de este tipo de bosque en Cantabria comprende los valles interiores del sur y oeste de la región, desde Liébana y Polaciones hasta Campoo, la cuenca alta del Saja y Valderredible, donde se encuentra el ejemplo mejor conservado el monte Hijedo

### Robledales de rebollo (Quercus pyrenaica)
Los robledales de rebollo o tocíu (Quercus pyrenaica) son comunes en la vertiente norte de la cordillera Cantábrica, especialmente en las zonas más secas de los valles donde los hayedos o los robledales de albar no pueden desarrollarse debido a su mayor dependencia hídrica, distribuyéndose desde los 700 a los 1400 metros de altitud. Otras especies arbóreas acompañantes son el fresno (Fraxinus excelsior) o el arce (Acer campestre), mientras que el sustrato arbustivo está compuesto principalmente por endrinos (Prunus spinosa), acebos (Ilex aquifolium) y escobas (Cytisus cantabricus). En el estrato herbáceo destacan especies como Melampyrum pratense o Chamaespartium tridentatus.
Aunque aparecen pequeños rodales de este bosque por toda la región, los mejores ejemplos se localizan en las laderas de Peña Sagra, destacando especialmente los de Valderrodíes, en Aniezo y los de Bárago.

### Robledales de quejigo (Quercus faginea)
Los robledales de roble carraspizo o quejigo (Quercus faginea) son bosques típicamente mediterráneos y muy raros en la cordillera Cantábrica. En Cantabria únicamente aparecen algunos bosques aislados en lugares con condiciones mesoclimáticas particulares, como es el caso de las comarcas de Liébana o Campoo-Los Valles, en donde aparecen siempre sobre sustrato calizo en laderas de escasa pendiente y orientaciones solanas, entre 700 y 1000 metros de altitud. El estrato arbustivo de estas formaciones es muy diverso, destacando especies de ambientes secos como Viburnum lantana o Rhamnus catharticus. El estrato herbáceo presenta gran interés, destacando, junto a otras especies de más amplia distribución, otras muy raras en Cantabria, como Artemisia alba.
La mejor representación de este tipo de formación en Cantabria se encuentra en el monte La Robleda, en Villacantid (Hermandad de Campoo de Suso). Destacable es también los existentes alrededor de Arcera (Valdeprado del Río). En Liébana solo persisten pequeños grupos dispersos.

### Hayedos
Los bosques de haya (Fagus sylvatica) constituyen el ecosistema forestal mejor conservado de Cantabria. Se desarrollan preferentemente entre los 800 y los 1600 metros de altitud, en zonas de nieblas frecuentes y alta pluviosidad. En Cantabria se distinguen tres tipos de hayedo, en función de las características del suelo sobre el que se desarrollan. 
Por un lado están los hayedos oligótrofos que se asientan sobre suelos ácidos, en los que la etapa madura se corresponde con un bosque denso de hayas (Fagus sylvatica) que se vuelve prácticamente exclusiva, con un sotobosque herbáceo en el que se desarrollan las especies más acidófilas como Avenella flexuosa, el arándano (Vaccinium myrtillus), Luzula sylvatica subs. henriquesii, etc. 

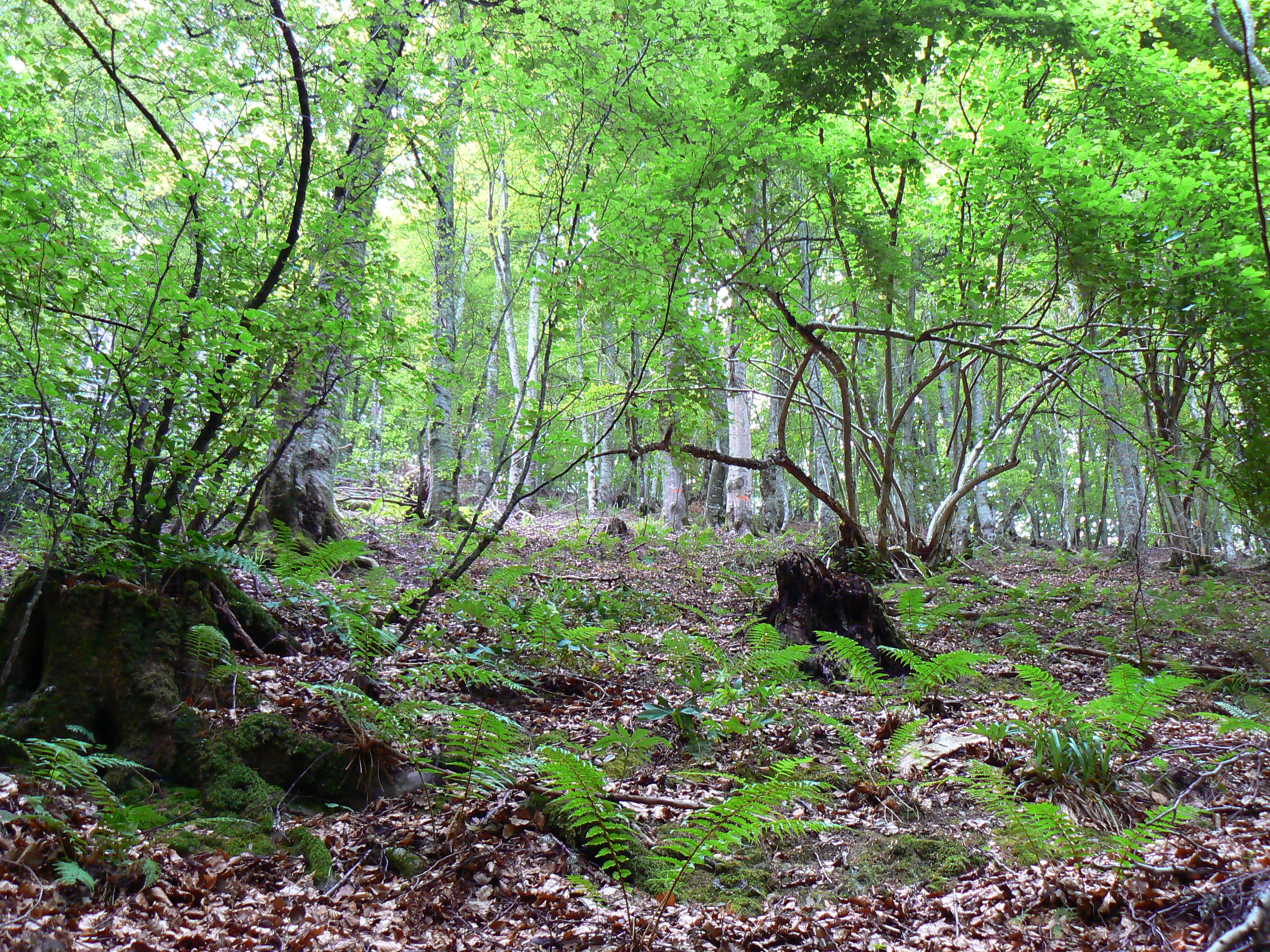
Hayedo en las estribaciones del puerto de Piedrasluengas (Pesaguero).

En segundo lugar, en cuanto a su abundancia, se encuentran los hayedos umbrófilos y basófilos, es decir los hayedos de áreas con fuerte presencia de agua pero sobre suelos de carácter calizo. Estos hayedos son especialmente abundantes en los grandes macizos calizos del sector más oriental de la comunidad autónoma.
Por último, los hayedos más escasos, situados sobre terrenos calizos pero en situaciones de fuerte pendiente y orientaciones más insoladas, son los denominados hayedos erófilos, localizados en los límites de distribución de esta especie, al sur de la región.
Los hayedos son bosques en los que la especie dominante deja muy pocas oportunidades a otras especies arbóreas y que por lo general carecen de estrato arbustivo propiamente dicho. El estrato herbáceo es homogéneo y poco desarrollado, debido a la escasa cantidad de luz que alcanza este nivel. Entre las especies más significativas se encuentran el ajo de oso (Allium ursinum) o la orquídea Neottia nidos-avis.
Los hayedos de mayor extensión en Cantabria se localizan en Campoo, las cabeceras del Nansa y Saja y, sobre todo, en Liébana, destacando los existentes entre Pido y Cosgaya (Camaleño) o los que descienden de Peña Sagra y Piedrasluengas hacia Liébana en Pesaguero. No obstante existen hayedos aislados y de menor entidad en el resto de la región, en las cabeceras del Besaya, Pas, Miera o Asón.

### Abedulares

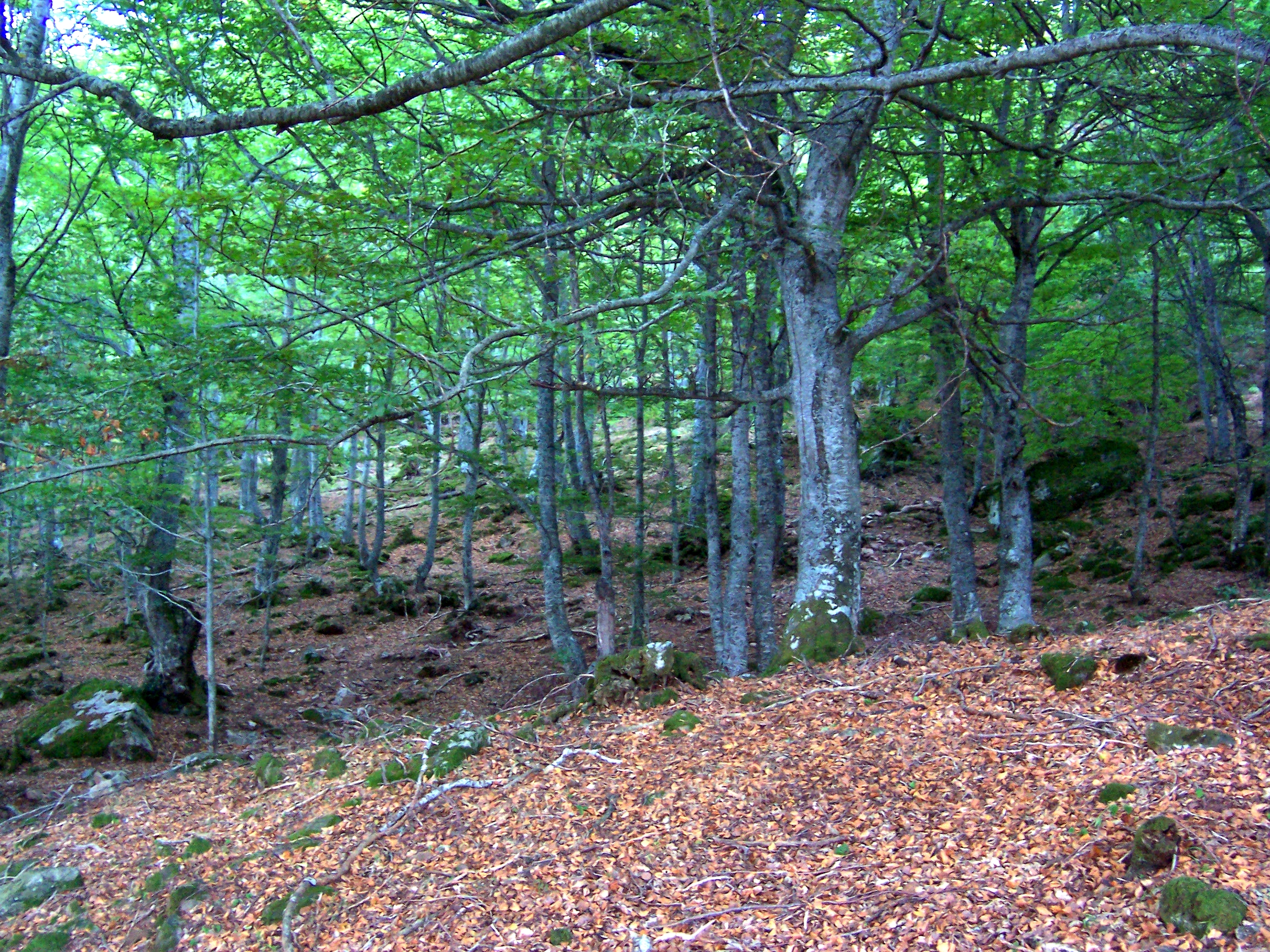
Hayedo del Umbrañal (La Lomba).

Los abedulares se desarrollan entre los 1600 y los 2000 metros en la zona occidental de Cantabria, por encima del límite de distribución de los otros bosques caducifolios. Los bosques de abedul (Betula celtiberica) crecen en suelos ácidos muy pobres en zonas de elevada pluviosidad. Acompañan al abedul escasos ejemplares arbóreos entre los que se encuentran el serbal (Sorbus aucuparia) y algún ejemplar aislado de haya (Fagus sylvatica) estando ocupado su sotobosque por especies características de la alta montaña cantábrica como brezos (Erica arbórea, Calluna vulgaris), escobales (Genista spp.) o arandaneras (Vaccinium myrtillus). En el sustrato herbáceo predominan especies propias de suelos silíceos como Avenella flexuosa.
Los abedulares mejor conservados en Cantabria se encuentran en las cabeceras de la cuenca del Deva, Nansa, Saja e Híjar, destacando el de Ajotu en la cabecera del río Tanea (Lamasón).

### Alcornocales
A caballo entre el piso montano y el colino y siempre sobre suelos silíceos, aparecen los escasísimos alcornocales que existen en Cantabria, todos ellos en Liébana. Se trata de una especie típica de la región mediterránea que rehúye climas fríos y excesivamente secos y que aparece en Cantabria de manera relicta. La especie dominante, el alcornoque (Quercus suber), se ve acompañada por un rico sustrato arbustivo formado principalmente por madroños (Arbutus unedo), aladiernos (Rhamnus alaternus), endrinos (Prunus spinosa) o espinos (Crataegus monogyna), además de algunas escobas (Cytisus cantabricus, Genista spp.).
Los mejores alcornocales son los de Tolibes y Valmayor, en Valmeo (Vega de Liébana) y el que se extiende desde Frama hasta Cahecho (Cabezón de Liébana).

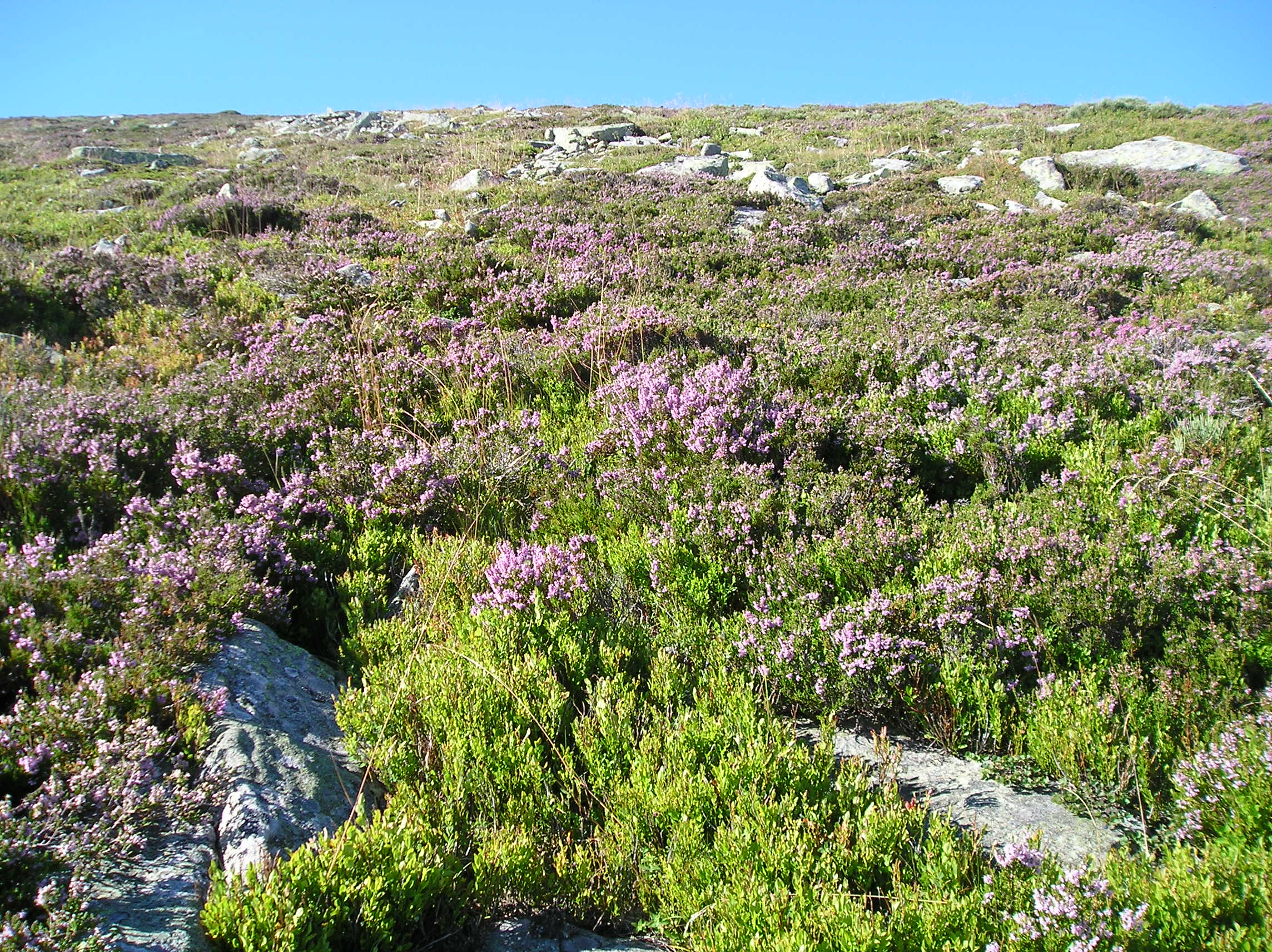
Brezales mixtos de Calluna vulgaris en Campoo.

### Brezales
Los brezales o landas son las formaciones mayoritarias en los paisajes montanos de la región. Aparecen como vegetación de sustitución tras la eliminación del bosque caducifolio para implantar pastos de diente, ya sea mediante cortas o, con mayor frecuencia, mediante incendios provocados.
Estas formaciones,  que suelen estar dominados por diferentes especies de brezo, poseen una gran diversidad florística, con numerosos taxones de flora endémica, como Erica mackaiana, Daboecia cantabrica, Calluna vulgaris o Genista obtusirramea y se consideran hábitat de interés comunitario por la Directiva Hábitat de la Unión Europea

## Piso subalpino
El siguiente piso bioclimático, el subalpino, se localiza en Cantabria a partir de los 1600-1700 metros de altitud, aunque estas cotas pueden ser variables. Está plenamente presente en las cumbres de los Picos de Europa y en la parte occidental de la cordillera Cantábrica, apareciendo también, aunque con una extensión muy reducida en el Castro Valnera. Las principales formaciones de este estrato en Cantabria son los pastizales, los diferentes tipos de matorrales de alta montaña y las turberas.

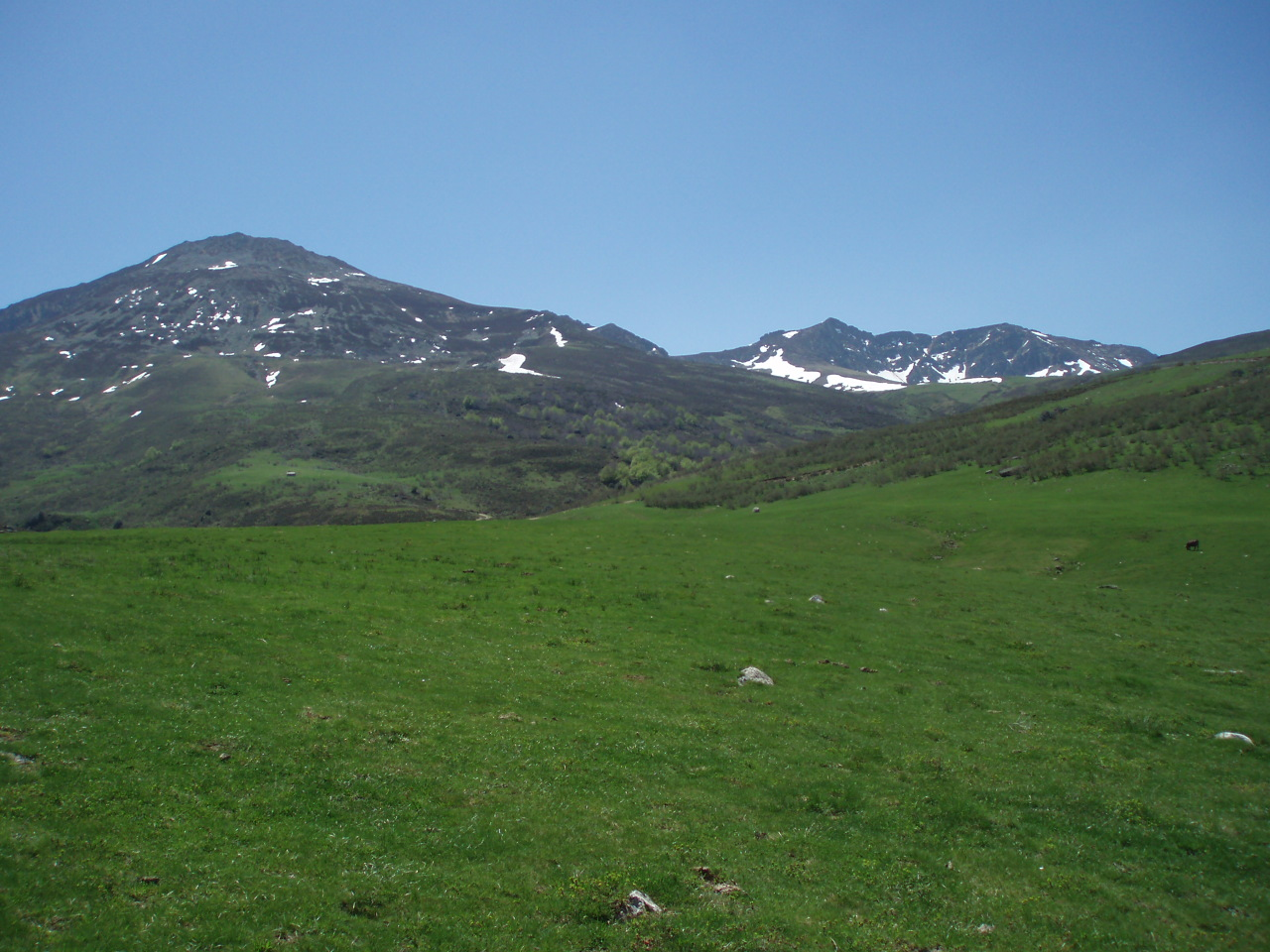
Puertos de Sejos.

### Pastizales
Los pastizales de alta montaña, denominados brañas, constituyen la vegetación climática en las zonas más altas de Cantabria, que se encuentran adaptados a situaciones de innivación muy prolongadas, y cuya composición florística guarda una gran dependencia del sustrato. Cubren los puertos naturales que se forman entre las grandes masas de roca que ocupan el techo altitudinal de la región. Generalmente van acompañados de matorrales arbustivos propios de la montaña cantábrica (brezos, tojos y retamas).
Existen diversos tipos de pastizales, en cuanto a su composición florística, en función del tipo de suelo sobre el que se asienten,  con numerosos endemismos, como Helianthemum urrielense, Festuca burnatii,.
Los pastizales de altura son el alimento del ganado de nuestros puertos de montaña durante el verano (puertos de Sejos, Áliva).

### Matorrales de alta montaña

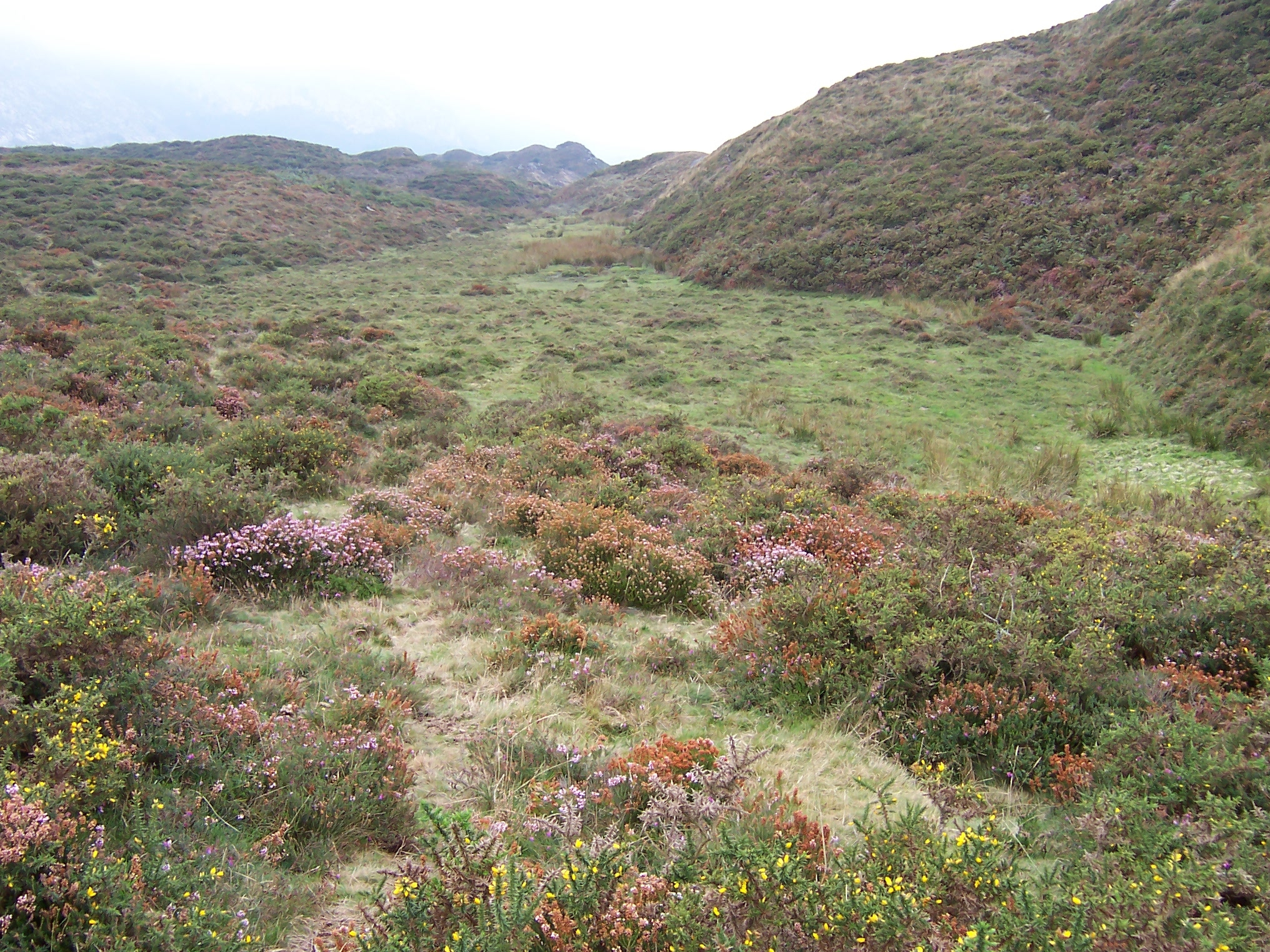
Matorrales de alta montaña en Campoo.

En las montañas calizas, que a estas altitudes se reducen al macizo montañoso de los Picos de Europa, se desarrollan enebrales, dominados por el enebro rastrero (Juniperus communis subsp. alpina) acompañado de otras especies como la gayuba (Arctostaphylos uva-ursi) o el torvisco (Daphne laureola), que se refugia en los roquedos, espolones y cresterías pedregosas, en biotopos cubiertos poco tiempo por la nieve. En las zonas silíceas aparecen también especies acidófilas como arandaneras (Vaccinium myrtilus, Vaccinium uliginosum) o brezos (Calluna vulgaris).
En estos paisajes subalpinos tiene un gran desarrollo los aulagares, comunidades dominadas por la aulaga (Genista occidentalis), acompañada de otro interesante endemismo orocantábrico, la Genista legionensis, que en escasas ocasiones desciende, incluso hasta el piso colino, siempre que existan las condiciones de sustrato adecuadas, como sucede en las cercanías de Carmona (Cabuérniga).
En la alta montaña de Cantabria se desarrollan dos tipos de brezales, los de brezo rojo (Erica australis subsp. aragonensis) y los de brecina (Calluna vulgaris), aunque en ocasiones ambas formaciones aparecen entremezcladas.
Por último, en las zonas de transición entre las formaciones boscosas y la alta montaña, se desarrollan los piornales formados por Genista florida o Cytisus cantabricus.

### Turberas
En los territorios subalpinos silíceos con elevada humedad tienen un grado de presencia considerable las comunidades de turberas, consideradas de interés prioritario por la directiva Hábitat, constituidas por diferentes especies de esfagnos (Sphagnum spp.) que crecen en terrenos encharcados formando masas abombadas. En estas turberas se localizan especies exclusivas de estos medios como Carex nigra subsp. carpetana, Scirpus caespitosus subsp. germanicus, o la carnívora Drosera rotundifolia. La extensión de las turberas en Cantabria es muy reducida, destacando por su interés las que se localizan en los Puertos de Río Frío (Vega de Liébana).

## Piso alpino

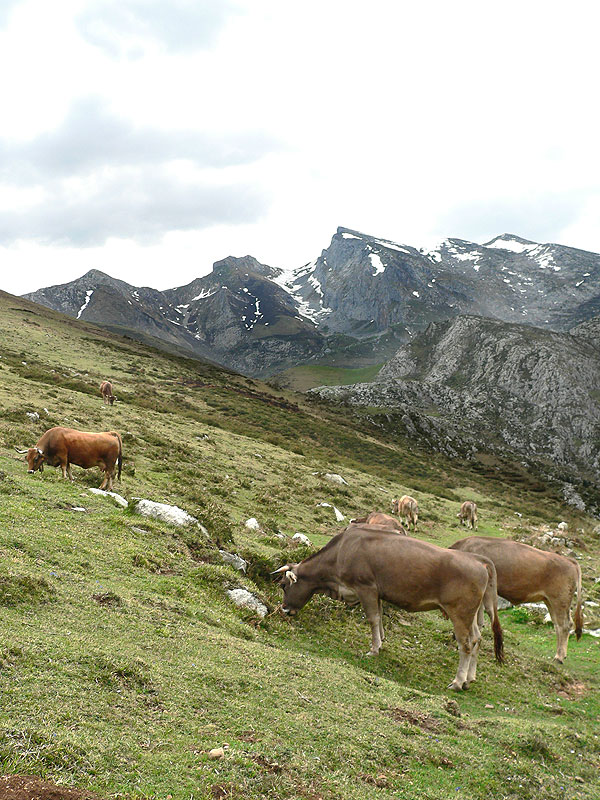
Pastizales de alta montaña en Tresviso.

El último piso bioclimático presente en Cantabria es el piso alpino, restringido solamente a las cumbres montañosas más elevadas de los Picos de Europa y Peña Prieta. En estos biotopos, situados a partir de los 2200 metros de altitud, la abundante presencia de nieve y el abrupto relieve impiden el desarrollo del suelo. El resultado es la imposibilidad de que se desarrolle una vegetación de porte leñoso, por lo que el clímax ecológico en estos ambientes alpinos es un pastizal natural que varía mucho con las condiciones del sustrato. Sobre sustratos calizos, mayoritarios en Cantabria, aparece un pastizal denso, muy característico, con especies como Elyna myosuroides o Salix breviserrata. En sustratos largamente innivados, sobre suelos más ácidos, presentes únicamente en la cumbre de Peña Prieta, los pastizales están formados por especies como Festuca eskia, Juncus trifidus o Luzula hispanica.
Por último, ya sobre las mismas rocas de los paredones rocosos, aprovechando las grietas y pequeños rellanos en los que se acumula algo de suelo, se desarrollan especies de pequeño porte y de gran importancia ecológica. En estos ambientes destacan endemismos como Aster alpinus, Sempervivum antabricum o Armeria cantabrica.

## Especies de flora protegidas
En Cantabria  se encuentra desarrollado el Catálogo Regional de Especies Amenazadas en el decreto 120/2008 del 4 de diciembre por el que se regula el catálogo regional de especies amenazadas tal y como recoge la Ley de Cantabria 4/2006, del 19 de mayo, de Conservación de la Naturaleza, que es de suponer que incluya especies de flora. Ello a pesar de que ya antes de la Ley española 4/1989, de 27 de marzo, de Conservación de los Espacios Naturales y de la Flora y Fauna Silvestres se habían publicado en Cantabria abundantes disposiciones proteccionistas, una de ellas para la flora algal, Orden del 6 de febrero de 1984; BOC de 22 de febrero.
Cantabria fue la primera Comunidad Autónoma en desarrollar una ley de protección de los árboles la ley 6/1984, de 29 de octubre, de protección y fomento de las especies forestales autóctonas. En ella se establecen cuáles son las especies forestales autóctonas (roble común, roble albar, tocío, acebo, encina, quejigo, alcornoque, haya, castaño, fresno, arce, tilo, olmo, abedul, aliso, tejo, pino silvestre, chopo temblón, mostajo) y la figura de Árbol Singular.
Una orden de 4 de marzo de 1986 declara al tejo (Taxus baccata) especie forestal protegida.
El Catálogo de Árboles Singulares de Cantabria, aprobado en orden del 28 de mayo de 1986 dando cumplimiento a lo dispuesto en la legislación autonómica citada, ha sido ampliado en sucesivas órdenes y representa la única protección específica de especies vegetales en Cantabria. Recoge y protege 214 ejemplares de árboles de valor excepcional, ya sea por su belleza, porte, longevidad, especie o carácter simbólico de muchos de ellos.
Por otra parte, la directiva Hábitat recoge una serie de taxones de flora y fauna cuya conservación es prioritaria para la Unión Europea. Las especies de flora presentes en Cantabria que se encuentran incluidas en la directiva Hábitat son las siguientes:
Drepanocladus vernicosus
Sphagnumpylaisii.
Culcita macrocarpa  Helecho real.
Trichomanes speciosum.

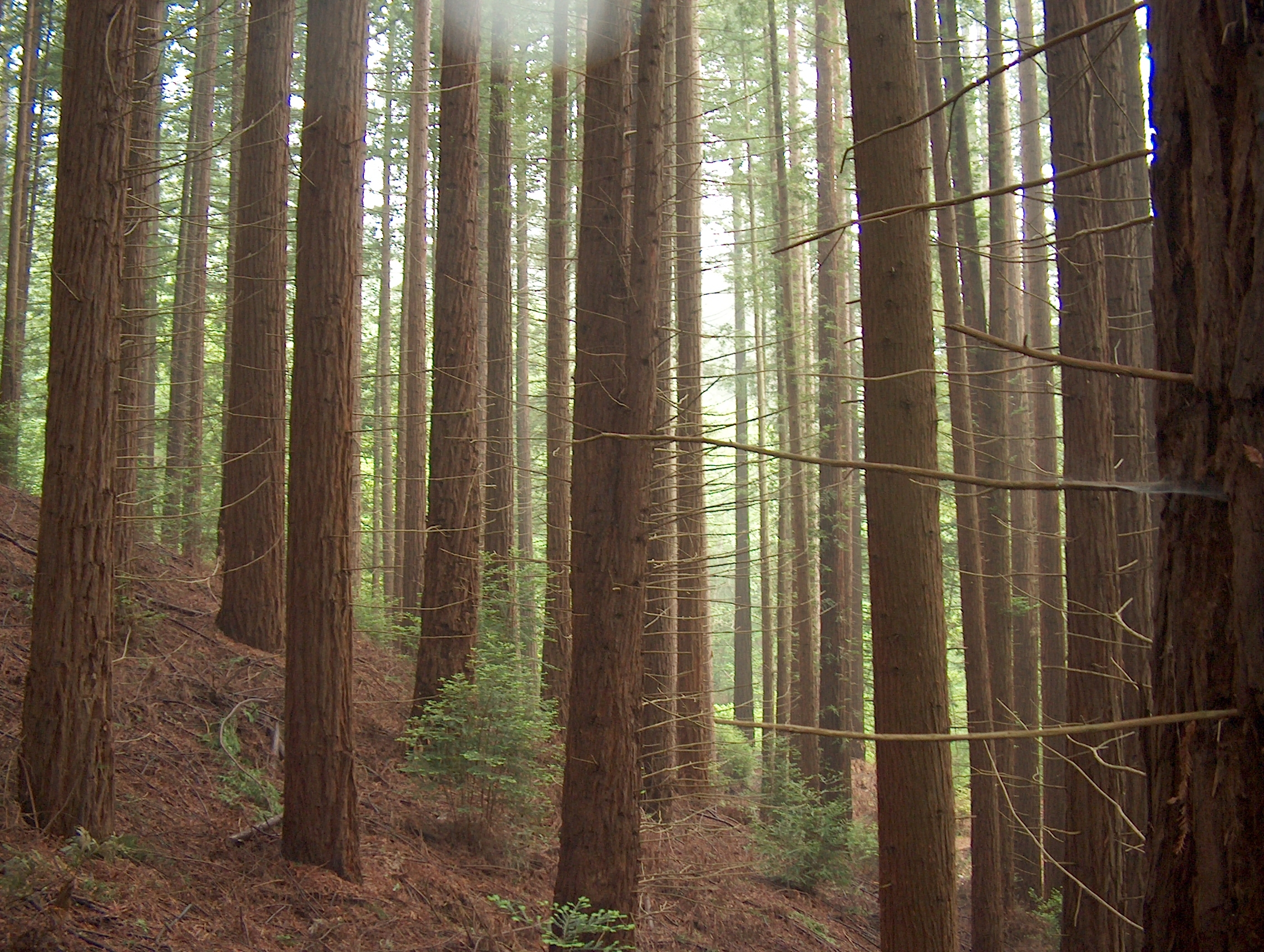
Secuoyas del Monte Cabezón, declaradas Monumento Natural.

Dryopteris corleyi Helecho macho asturiano.

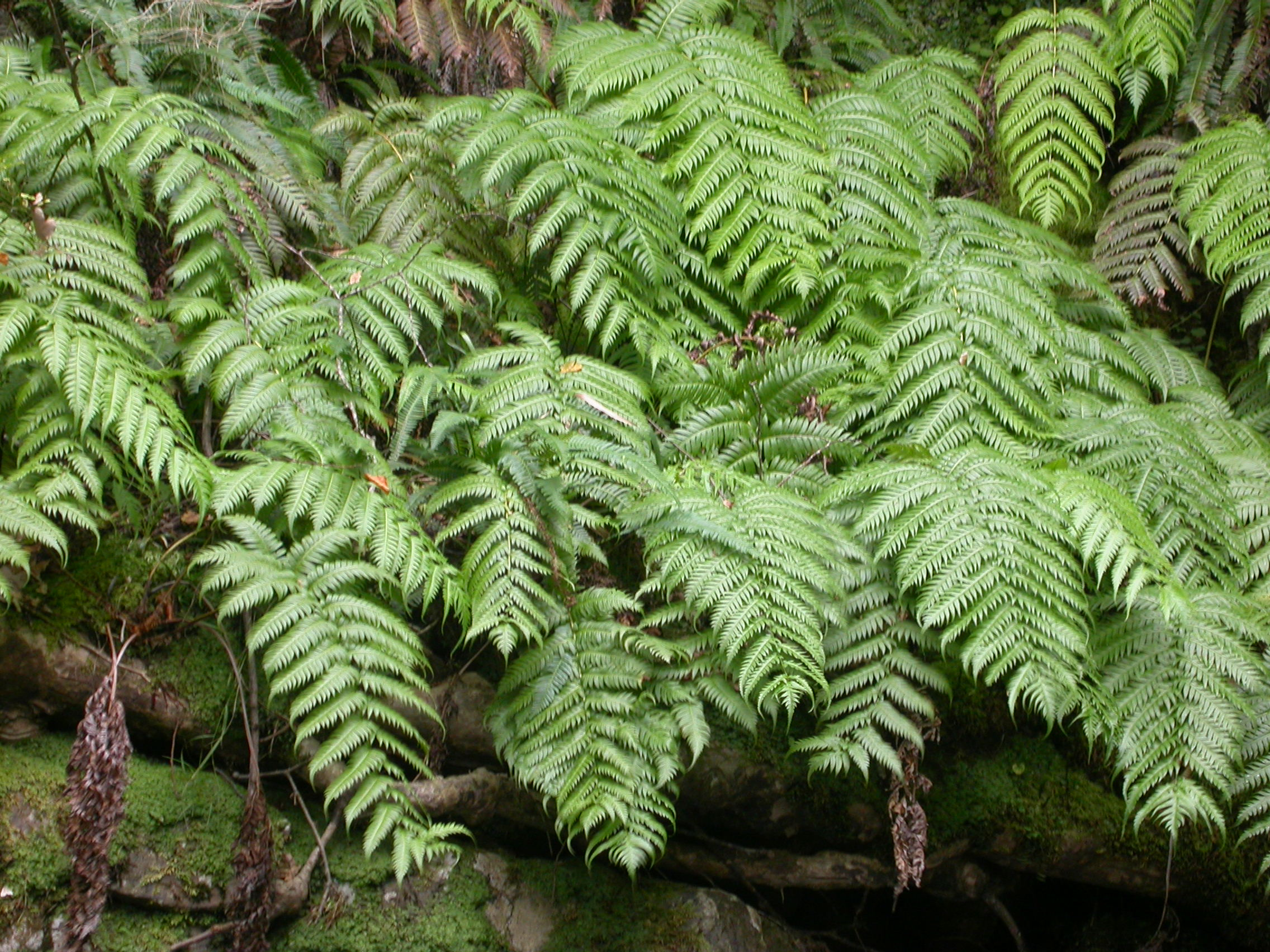
Woodwardia radicans.
Rumex rupestris.
Eryngium viviparum.
Apium repens Apio rastrero.
Soldanella villosa Soldanela.
Limonium lanceolatum Espliego marino.
Centaurium somedanum Centaura.
Omphalodes littoralis.
Veronica micrantha.
Jasione lusitanica.
Santolina semidentata.
Centaurea borjae.
Aster pyrenaeus Estrella de los Pirineos.
Luronium natans Llantén de agua flotante.
Narcissus pseudonarcissus nobilis Narciso.
Narcissus cyclamineus Narciso.
Narcissus asturiensis Narciso asturiano.
Festuca elegans Cañuela elegante.
Festuca summilusitanica.